# 용인 엽기 살인 사건
용인 엽기 살인 사건(龍仁獵奇殺人事件)은 2013년 7월 8일 경기도 용인시 기흥구에 있는 한 모텔에서 심기섭이 평소 알고 지내던 10대 여성을 살해하고 시신을 성폭행한 뒤 시신의 모든 살을 베어내어 훼손한 사건이다.

## 재판
검찰은 2013년 12월 9일 10대 여성을 살해하고 시신을 성폭행한 뒤 시신의 살을 베어내어 훼손한 심 씨에 대하여 사형을 구형했다.
수원지방법원 형사합의11부는 2013년 12월 27일 심 씨에 대하여 무기징역을 선고했다. 신상정보공개 20년과 전자발찌 부착 30년도 함께 명령했다. 2014년 8월 29일 대법원 상고심에서 재판부는 심 씨에 대해 무기징역에 신상정보 공개·고지 10년, 위치추적 전자장치(전자발찌) 부착 30년을 선고한 원심을 확정했다.